# Chiesa di San Biagio (Roncalceci)
La chiesa di San Biagio in Roncalceci è la chiesa parrocchiale della frazione Roncalceci, dal punto di vista amministrativo inserita nel territorio ravennate, ma dipendente dalla diocesi di Forlì-Bertinoro.

## Storia
Esistono notizie sparse relative al luogo di culto in questa piccola zona rurale fra Forlì e Ravenna, in particolare relative ai parroci che si sono succeduti nella gestione della parrocchia, le più antiche risalgono al 1374 e al 1384. Tuttavia si hanno notizie di una ricostruzione fra il 1754 e il 1797. Con una lapide murata all'interno della chiesa si identifica la sepoltura del parroco Salvatore Morgagni, morto nel 1798.
Le forme attuali derivano da restauri recenti soprattutto dopo gli eventi bellici durante i quali viene abbattuto il campanile che poi sarà ricostruito.
Nella chiesa vengono organizzati concerti, anche grazie alla presenza di un organo restaurato all'inizio degli anni 2000.

## Descrizione

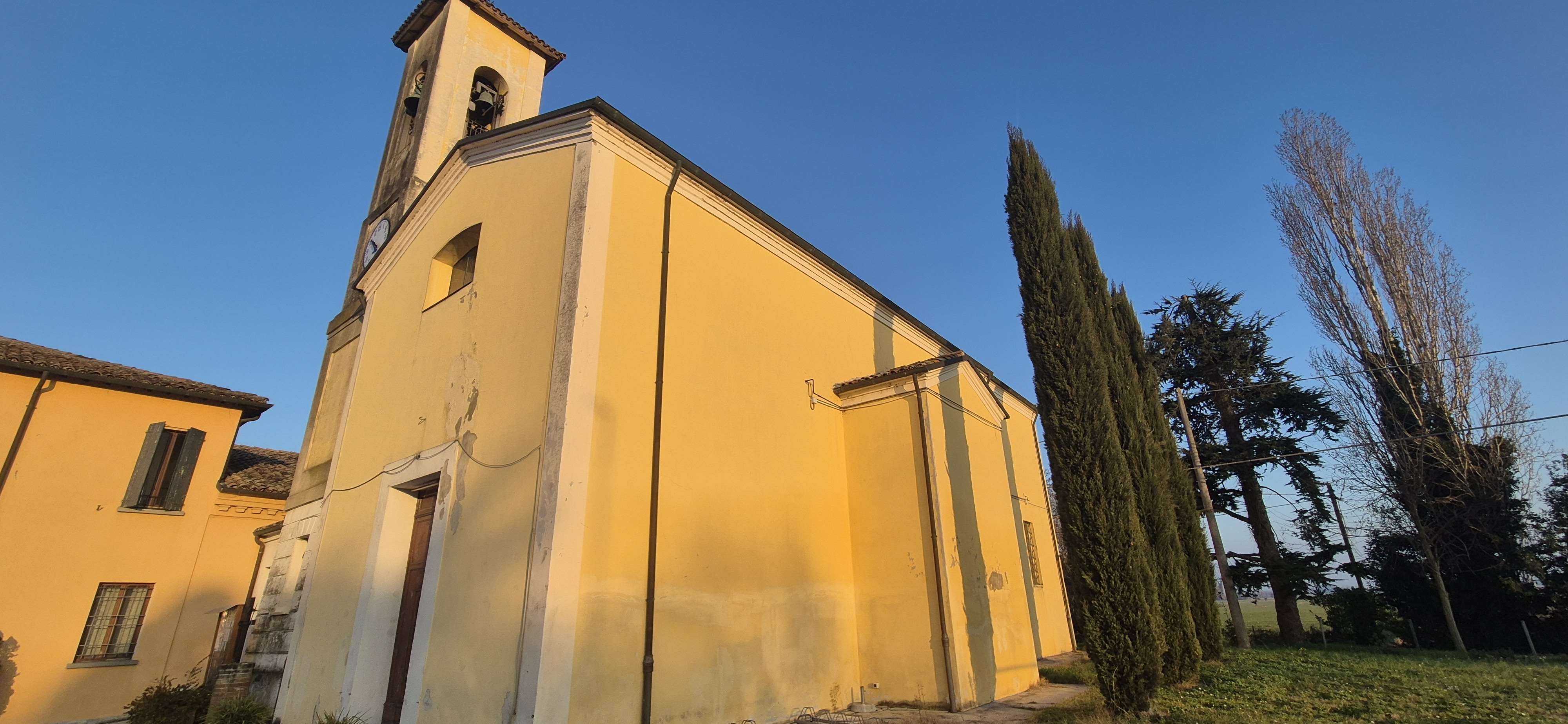
San Biagio in Roncalceci, Ravenna, prospetto laterale

### Esterno
La chiesa presenta forme semplici e dimensioni ridotte, adeguate a un luogo di culto di campagna in una piccola frazione. La facciata si presenta con forma a capanna, un portale rettangolare senza decorazioni e una finestra. I colori tenui sono i medesimi del campanile, dove le profilature bianche incorniciano l'intonaco giallo chiaro. Il campanile ha anche la particolarità di presentare un orologio e una cella campanaria molto allungata. 
Il prospetto laterale mostra una sporgenza che coincide con una cappella interna. Dal lato opposto sorgono adiacenti al campanile gli edifici parrocchiali. Di fronte alla chiesa si trova uno spiazzo, mentre a destra un'area verde la separa dall'incrocio in cui è collocata una celletta con un'immagine in ceramica della Vergine Addolorata.

### Interno

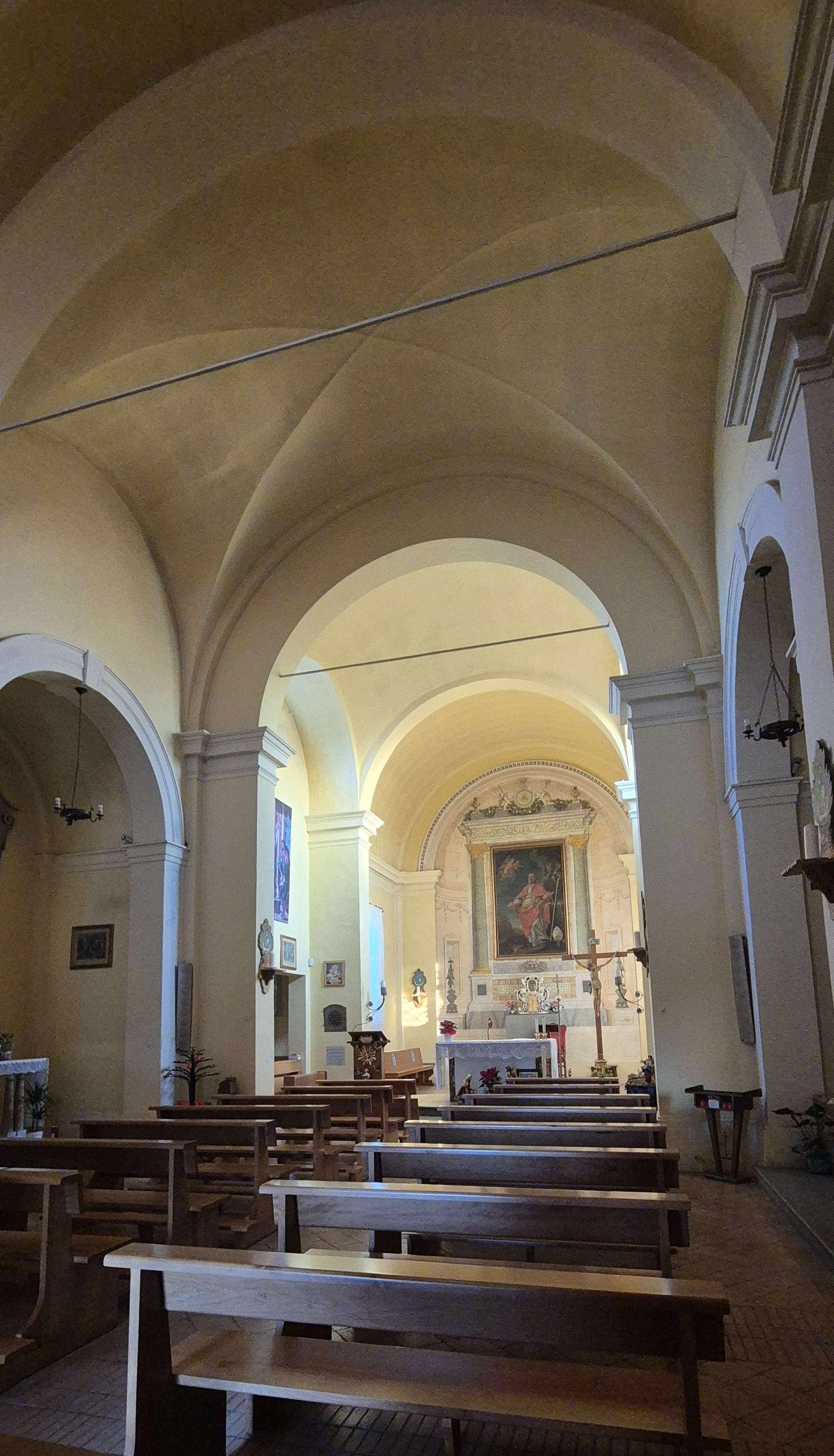

L'interno mantiene i criteri di semplicità dell'esterno e i medesimi colori chiari. Sull'altare maggiore è presente una tela con la raffigurazione di San Biagio, santo dedicatario della chiesa, mentre sui due laterali si trovano statue della Madonna Addolorata (a sinistra) e del Sacro Cuore di Gesù (a destra).